# Дукинське сільське поселення
Дуки́нське сільське поселення (рос. Дукинское сельское поселение) — сільське поселення у складі Солнечного району Хабаровського краю Росії.
Адміністративний центр — селище Дукі.

## Історія
Населений пункт без офіційного статусу Дукі був ліквідований 2016 року.

## Населення
Населення сільського поселення становить 1666 осіб (2019; 1859 у 2010, 2006 у 2002).

## Склад
До складу сільського поселення входять:
| Населений пункт       | Населення, осіб (2002) | Населення, осіб (2010) |
| --------------------- | ---------------------- | ---------------------- |
| Болен, селище         | 160                    | 132                    |
| Дукі, населений пункт | 0                      | 0                      |
| Дукі, селище          | 1846                   | 1727                   |